# Nadleśnictwo Włocławek
Nadleśnictwo Włocławek – jednostka organizacyjna Lasów Państwowych podległa Regionalnej Dyrekcji Lasów Państwowych w Toruniu. Jedno z 27 nadleśnictw w dyrekcji toruńskiej, położone w województwie kujawsko-pomorskim w powiecie włocławskim, mieście Włocławek, powiecie radziejowskim, powiecie lipnowskim, powiecie aleksandrowskim, w południowo-wschodniej części obszaru działania RDLP Toruń. Siedzibą nadleśnictwa jest Włocławek. Od roku 1994 wraz z sąsiednimi nadleśnictwami (Gostynin oraz Łąck) tworzy Leśny Kompleks Promocyjny Lasy Gostynińsko-Włocławskie. Całkowita powierzchnia nadleśnictwa to 24 964 ha, w tym 23 984 ha powierzchni leśnej.

## Położenie
Według regionalizacji przyrodniczo-leśnej, obszar Nadleśnictwa Włocławek leży w III Krainie Wielkopolsko-Pomorskiej. W mezoregionach:
- Kotliny Toruńsko-Płockiej
- Pojezierza Wielkopolskiego
- Wysoczyzny Dobrzyńsko-Chełmińskiej

Według regionalizacji fizycznogeograficznej, obszar Nadleśnictwa Włocławek położony jest w mezoregionach:
- Kotliny Płockiej
- Pojezierza Kujawskiego
- Pojezierza Dobrzyńskiego
- Równiny Inowrocławskiej
- Kotliny Toruńskiej

## Historia
Nadleśnictwo Włocławek w obecnych granicach reaktywowano z dniem 1.01.2003 r. na podstawie zarządzenia nr 80 Dyrektora Generalnego Lasów Państwowych z dnia 9 października 2002 r. i zarządzenia nr 98 z dnia 23 grudnia 2002 r. łączących dotychczasowe Nadleśnictwo Kowal z Nadleśnictwem Włocławek.

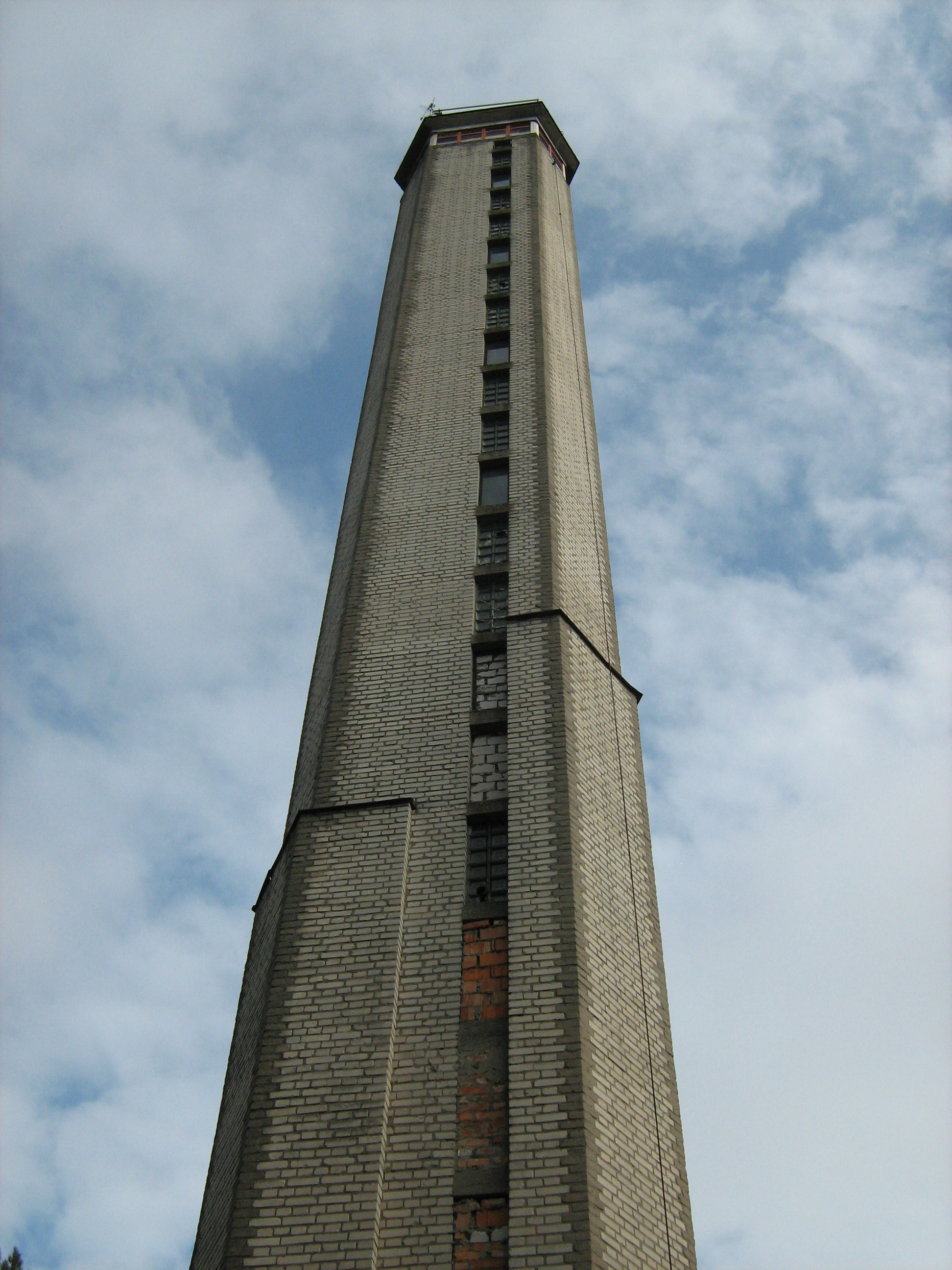
Wieża przeciwpożarowa

## Charakterystyka
Obszar Nadleśnictwa Włocławek charakteryzuje się wysoką lesistością dochodzącą do 38%. Dominującym typem siedliskowym lasu na jego terenie są siedliska borowe (78%), przede wszystkim bór świeży i bór mieszany świeży. Dominującym gatunkiem jest sosna pospolita występująca na 86% powierzchni leśnej nadleśnictwa. Pozostałe gatunki drzewostanu to m.in.: dąb szypułkowy i bezszypułkowy, brzoza brodawkowata, olsza czarna, a także modrzew europejski, świerk pospolity, buk, jesion, grab, olsza szara, osika i lipa. 
Średni wiek drzewostanu wynosi 62 lata.

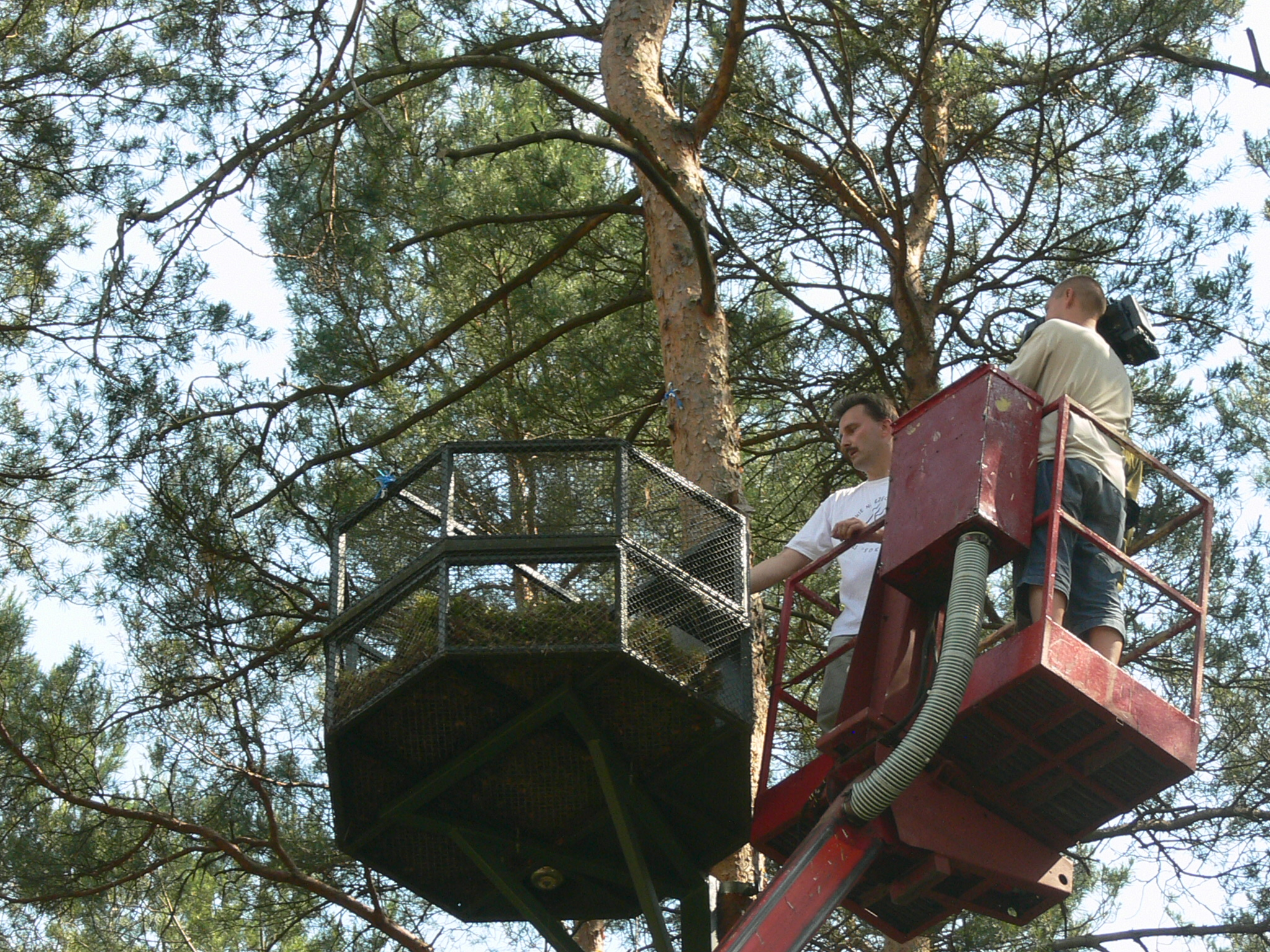
Wsiedlanie sokoła wędrownego na terenie Nadleśnictwa Włocławek

## Podział administracyjny
Nadleśnictwo Włocławek podzielone jest na trzy obręby leśne:
- obręb Włocławek,
- obręb Jedwabna,
- obręb Czarne,

które z kolei składają się z 15 leśnictw:
- Szpetal,
- Lipiny,
- Poraza,
- Osięciny,
- Dębice,
- Brześć Kujawski,
- Dąb,
- Ruda,
- Goreń,
- Kurowo,
- Mursk,
- Rybnica,
- Wikaryjskie,
- Kukawy,
- Przyborowo,

oraz z leśnictwa szkółkarskiego Dzilno.

## Ochrona przyrody
Znaczna część obszaru leśnego należąca do Nadleśnictwa Włocławek podlega ustawowym formom ochrony przyrody. W jego granicach znajdują się:
park krajobrazowy:
- Gostynińsko-Włocławski Park Krajobrazowy

rezerwaty przyrody:
- Jazy

Leśnictwo: Goreń
Cel ochrony: Zachowanie miejsc lęgowych czapli siwej. Obecnie nie jest miejscem gniazdowania tego gatunku.
- Olszyny Rakutowskie

Leśnictwo: Kurowo
Cel ochrony: Zachowanie naturalnych zbiorowisk olsowych i łęgowych.
- Wójtowski Grąd

Leśnictwo: Przyborowo
Cel ochrony: Zachowanie naturalnych zespołów grądowych  i borowych.
- Dębice

Leśnictwo: Dębice

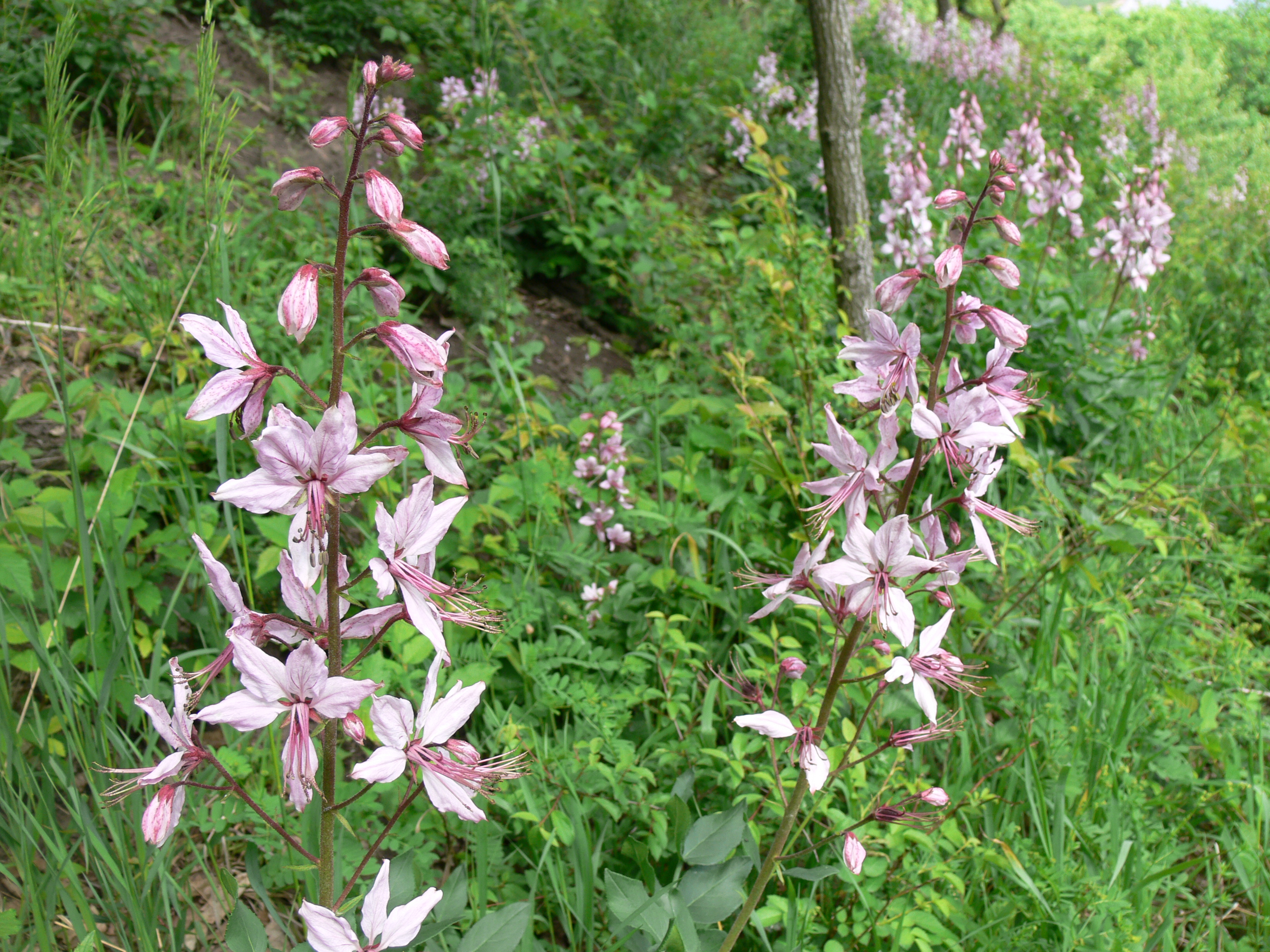
Dyptam jesionolistny

Cel ochrony: Zachowanie dla celów naukowych  i dydaktycznych typowo wykształconej świetlistej dąbrowy.
- Gościąż

Leśnictwo: Dąb, Ruba
Cel ochrony: Zachowanie dla celów dydaktycznych i naukowych Jez. Gościąż wraz z otaczającym je zbiorowiskiem naturalnym.
- Kulin

Leśnictwo: Szpetal
Cel ochrony: Zachowanie ze względów przyrodniczych,dydaktycznych i krajobrazowych, wielogatunkowych drzewostanów o cechach zbliżonych do naturalnych.
- Grodno

Leśnictwo: Kurowo
Cel ochrony: Zachowanie dla celów naukowych  dydaktycznych i krajobrazowych jeziora Grodno o szmaragdowej wodzie wraz z otaczającym je naturalnymi zbiorowiskami leśnymi.